# Václav Veselý
Václav Veselý   (Praga, 13 d'agost de 1900 - Praga, 10 de desembre de 1941) va ser un gimnasta artístic txecoslovac que va competir durant la dècada de 1920.
El 1928 va prendre part en els Jocs Olímpics d'Amsterdam, on disputà les set proves del programa de gimnàstica. Guanyà la medalla de plata en la competició del concurs complet per equips, mentre en les altres sis proves finalitzà més enllà de la desena posició.